# Sisco Mesa
Die Sisco Mesa ist ein 3350 m hoher und vereister Tafelberg mit felsigen Steilhängen im westantarktischen Marie-Byrd-Land. In der Wisconsin Range der Horlick Mountains ragt er 3 km lang und 3 km breit unmittelbar nördlich der Haworth Mesa zwischen den Kopfenden des Norfolk- und des Olentangy-Gletschers auf.
Der United States Geological Survey kartierte den Berg anhand eigener Vermessungen und mittels Luftaufnahmen der United States Navy aus den Jahren von 1960 bis 1964. Das Advisory Committee on Antarctic Names benannte ihn 1967 nach dem US-amerikanischen Diplomaten Joseph J. Sisco (1919–2004), Assistant Secretary of State für Angelegenheiten Internationaler Organisationen von 1965 bis 1969.